# Therese Sjögran
Kerstin Ingrid Therese Sjögran (8 de abril de 1977) é uma ex-futebolista profissional sueca que atuava como meia.

## Carreira
Therese Sjögran fez parte do elenco da Seleção Sueca de Futebol Feminino, nas Olimpíadas de 2000, 2004 e 2008. 